# جائحة إنفلونزا الخنازير في الفلبين 2009

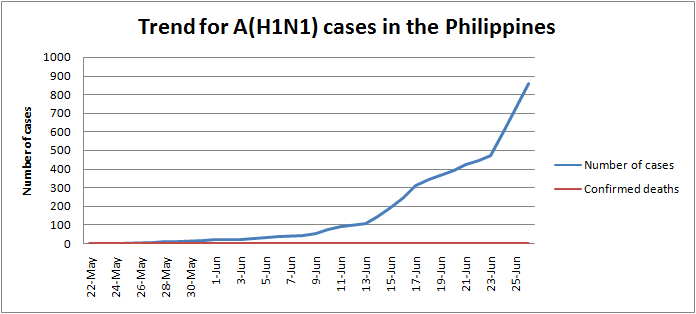
رسم بياني لاعداد الحالات المصابه بانلفونزا الخنازير

جائحة إنفلونزا الخنازير في الفلبين 2009 تم التأكد من انتشار جائحة إنفلونزا الخنازير 2009 إلى الفلبين في 21 مايو 2009. وفي الأيام التالية تم الإبلاغ عن العديد من الحالات المحلية بسبب الاتصال مع امرأتين تايوانيتين مصابتان حضرتا حفل زفاف في زامباليس.
وصل الشاب البالغ من العمر 18 عامًا إلى البلاد في 18 مايو وتم نقله إلى المستشفى في اليوم التالي في معهد أبحاث طب المناطق الحارة في مونتينلوبا. في 21 مايو أكد وزير الصحة فرانسيسكو دوكي أن الحالة هي أول حالة إصابة بإنفلونزا الخنازير في الفلبين. تم الإعلان عن أول حالة مؤكدة في الفلبين في 22 مايو 2009.
منذ اندلاع فيروس A إتش 1 إن 1 في الأمريكتين، حثت الرئيسة غلوريا ماكاباغال أرويو وزارة الصحة ومكتب الهجرة ومكتب الحجر الصحي والوكالات المعنية الأخرى على مراقبة وصول المطارات والموانئ لاحتمال الإصابة بالأنفلونزا. تم تركيب معدات التصوير الحراري في المطارات الرئيسية لفحص الركاب القادمين من البلدان المصابة لأعراض الأنفلونزا. فرضت الفلبين الحجر الصحي على المسافرين القادمين من المكسيك المصابين بالحمى. أيضًا تم استيراد الخنازير من الولايات المتحدة والمكسيك، وتم سحب القيود المفروضة على استخدام لقاح أنفلونزا الخنازير. تم الإبلاغ عن أول وفاة في 19 يونيو 2009، وهي موظفة فلبينية تبلغ من العمر 49 عامًا، كذلك كانت أول وفاة في آسيا.